# 蒙塔尔奇诺
蒙塔尔奇诺（義大利語：Montalcino），是意大利托斯卡纳大区锡耶纳省的一个市镇，距锡耶纳42公里，以美丽的风景和蒙达奇诺的布鲁奈罗葡萄酒闻名。该市面积243平方公里，人口5131人（2004年底）。